# Le Jardin
Le Jardin korábbi község Franciaországban, Corrèze megyében. 2022. január 1-jén Montaignac-Saint-Hippolyte korábbi községgel egyesült és az így létrejött Montaignac-sur-Doustre új község része lett.
Lakosainak száma 77 fő (2019. január 1.). Le Jardin Champagnac-la-Noaille, Lafage-sur-Sombre, Montaignac-Saint-Hippolyte és Saint-Hilaire-Foissac községekkel határos.

## Népesség
A település népességének változása:
| Lakosok száma | 85   | 79   | 71   | 75   | 73   | 85   | 84   | 86   | 79   | 77   |
|               | 1968 | 1975 | 1990 | 1999 | 2006 | 2013 | 2015 | 2016 | 2018 | 2019 |